# Inflikted
Inflikted è l'album di debutto della band Cavalera Conspiracy, formata dai fratelli Cavalera, fondatori dei Sepultura, i quali non collaboravano da 12 anni, dalla pubblicazione di Roots nel 1996.

## Il disco
Max ha dichiarato che la sonorità dell'album ricorda molto quella death/thrash metal dei Sepultura.
Oltre a Max e Igor Cavalera, il gruppo è formato dal chitarrista Marc Rizzo dei Soulfly e da Joe Duplantier (voce e chitarra nei Gojira) al basso. In questo album ci sono anche state collaborazioni da parte di Rex Brown dei Pantera e dei Down e di altri artisti tra cui Ritchie Cavalera (degli Incite).
L'album è stato registrato nel luglio 2007 nello Undercity Studios a Los Angeles con Logan Mader (ex chitarrista dei Soufly e dei Machine Head). L'album è uscito il 25 marzo 2008 in Italia.
È stato inoltre girato un video per la canzone Sanctuary, che venne in seguito censurato per i contenuti eccessivamente macabri.

## Tracce
1. Inflikted – 4:32
2. Sanctuary – 3:23
3. Terrorize – 3:37
4. Black Ark – 4:54
5. Ultra-Violent – 3:47
6. Hex – 2:37
7. The Doom of All Fires – 2:12
8. Bloodbrawl – 5:41
9. Nevertrust – 2:23
10. Hearts of Darkness – 4:29
11. Must Kill – 5:56

## Formazione
- Max Cavalera - voce, chitarra
- Marc Rizzo - chitarra
- Igor Cavalera - batteria
- Rex Brown (Down, Pantera) - basso